# Ордабаси (футбольний клуб)
«Ордабаси́» (каз. Ордабасы) — казахський футбольний клуб з Шимкента. Заснований 1998 року.

## Досягнення
Прем'єр-ліга Казахстану
- Чемпіон (1): 2023

 Кубок Казахстану
- Володар (2): 2011, 2022

Суперкубок Казахстану
- Володар (1): 2012

## Виступи в єврокубках
| Сезон   | Змагання    | Раунд | Клуб            | Вдома | На виїзді | В сукупності |
| ------- | ----------- | ----- | --------------- | ----- | --------- | ------------ |
| 2012–13 | Ліга Європи | 1К    | Ягодина         | 0–0   | 1–0       | 1–0          |
| 2012–13 | Ліга Європи | 2К    | Русенборг       | 1–2   | 2–2       | 3–4          |
| 2015–16 | Ліга Європи | 1К    | Бейтар Єрусалим | 0–0   | 1–2       | 1–2          |
| 2016–17 | Ліга Європи | 1К    | Чукарички       | 3–3   | 0–3       | 3–6          |
| 2017–18 | Ліга Європи | 1К    | Широкі Брієг    | 0–0   | 0–2       | 0–2          |
| 2019–20 | Ліга Європи | 1К    | Торпедо Кутаїсі | 1–0   | 2–0       | 3–0          |
| 2019–20 | Ліга Європи | 2К    | Млада Болеслав  | 2–3   | 1–1       | 3–4          |

## Українські гравці
2003 року клуб очолив українець український тренер Сергій Шевченко, завдяки чому у команді з'явилась низка українців, зокрема воротарі Борис Белошапка та Ігор Глушко, захисники Дмитро Петренко і Олексій Петренко, півзахисники Володимир Дичко, Максим Мирошниченко та Валерій Шаповалов і нападник Сергій Тєлєгін. Також у 2003 і 2012—2013 роках за клуб виступав півзахисник Роман Пахолюк.
У 2010 році контракт з клубом підписав півзахисник Артем Касьянов. Виступав за команду до січня 2016 року. На його рахунку 146 зіграних матчів і 21 забитий м'яч у Прем'єр-лізі.
У 2010 році на правах вільного агента в клуб перейшов Олександр Митрофанов.
У 2010 році за команду виступав півзахисник Армен Акопян.
У 2013–14 роках у команді виступав воротар Олександр Григоренко.
У 2017–19 роках гравцем клубу був півзахисник Кирило Ковальчук.
У 2021 році кольори клубу захищав нападник Дмитро Хльобас.
У 2022 році контракт із клубом підписав захисник Євген Чаповець.
У 2022 році кольори клубу захищав Олесандр Батищев, у складі якого завоював Кубок Казахстану.